# Peter J. Bowler
Peter J. Bowler (8 ottobre 1944) è uno storico della biologia britannico.

## Biografia
Peter Bowler ha conseguito una laurea presso l'Università di Cambridge, un master presso l'Università del Sussex e un dottorato di ricerca presso l'Università di Toronto. Negli anni '70 ha insegnato presso la School of Humanities, Universiti Sains Malaysia, Penang. Attualmente è professore di storia della scienza presso la Queen's University di Belfast, ed è membro eletto dell'American Association for the Advancement of Science e membro corrispondente dell'Académie Internationale d'Histoire des Sciences. È stato presidente della British Society for the History of Science dal 2004 al 2006.
I suoi interessi attuali riguardano lo sviluppo e le implicazioni del darwinismo, la storia delle scienze ambientali, la scienza e la religione (in particolare il XX secolo) e la divulgazione scientifica. La ricerca attuale riguarda la produzione di letteratura scientifica popolare nella Gran Bretagna dell'inizio del XX secolo, con particolare enfasi sul ruolo svolto dagli scienziati professionisti. Bowler discute i tentativi degli scienziati vittoriani di promuovere la scienza per la comprensione pubblica e la crescente accessibilità delle opere di divulgazione scientifica.
Bowler ha criticato il creazionismo in Irlanda del Nord. Ha fatto apparizioni alla radio locale, tra cui interviste con William Crawley nei programmi della BBC Radio Ulster TalkBack e Sunday Sequence - qui ha difeso l'evoluzione e ha evidenziato la natura non scientifica del creazionismo.